# Сражение за Муса-Калу
Сражение за Муса-Калу (англ. Battle of Musa Qala) — операция американских и британских войск при поддержке вооружённых сил кабульского правительства, датских и эстонских частей против движения «Талибан» за контроль над афганским городом Муса-Кала (Гильменд), произошедшее в 2007 году в ходе военной операции НАТО в Афганистане.

## Предпосылки
До осени 2006 года Муса-Кала контролировалась по очереди британскими и датскими военными. В конце сентября британцы покинули город, передав контроль над ним местным старейшинам.
1-го февраля 2007 года город был взят повстанцами из движения "Талибан", что стало их крупнейшим успехом за несколько лет боевых действий. Контроль повстанцев над Муса-Калой символизировал, что движение Талибан не только не разгромлено, но и способно контролировать афганские города.
Со 2 ноября британские войска начали отправлять в город разведпатрули.

## Сражение
Для штурма Мусы-Калы союзники сосредоточили следующие силы:
```
1. Части 82-й американской десантной дивизии (600 солдат). 
2. Британские подразделения: части 52-й пехотной бригады, шотландские гвардейцы, королевская кавалерия и морская пехота (2000 солдат). 
3. Солдаты кабульского правительства, датские и эстонские солдаты (около 2000 солдат). Солдаты из Дании и Эстонии принимали участие в штурме только в первый день. 
```

Город обороняли около 2000 талибов (согласно их собственным данным), 300 (по данным ISAF).
7 декабря авиация международной коалиции начала бомбардировку города перед наступлением. Основная часть операции развернулась 8 декабря: подразделения армии кабульского правительства и американо-британские части атаковали город с трёх сторон. Повстанцы успешно отбивали атаки 8-9 декабря, но понимая, что им не удержать свои позиции против превосходящих сил союзников, ушли из города в ночь на 10 декабря, оставив в Мусе-Кале небольшие группы сопротивления, которые продолжали вести бои до 12 декабря. 12 декабря город был полностью взят союзными войсками.
В ходе боёв погибли 1 американский и 1 британский военнослужащие (оба подорвались на минах), 12 повстанцев (по заявлениям афганского мин. обороны) и несколько десятков афганских солдат и мирных жителей. Один повстанец был взят в плен. Был подбит американский вертолёт "Апач", но раненый пилот смог посадить машину в безопасном месте